# مايكل ريتشارد كليفورد
مايكل ريتشارد كليفورد (بالإنجليزية: Michael R. Clifford)‏ (و. 1952 – م) هو ضابط، ورائد فضاء من الولايات المتحدة الأمريكية . ولد في سان بيرناردينو، كاليفورنيا .

## ريادة الفضاء
شارك في المهمات الفضائية:
- STS-59[3]
- STS-53[3]
- STS-76.[3]

## التعليم
تعلم في الأكاديمية العسكرية الأمريكية

## جوائز
حصل على جوائز منها:
- وسام "العمل الشجاع في الحرب الوطنية العظمى 1941-1945
- وسام الاستحقاق.